# Werner Heister
Werner Heister (* 15. April 1961 in Bonn) ist seit 1998 deutscher Hochschullehrer, derzeit für Betriebswirtschaftslehre im Sozialen Sektor an der Hochschule Niederrhein.

## Biografie
Heister beschäftigt sich hauptsächlich mit der effektiven Vermittlung von Schlüsselqualifikationen für Studierende und insbesondere der effizienten Nutzung von Multimedia in der Lehre. Hierzu hat er das dreibändige Studieren mit Erfolg herausgegeben.
Er war als Unterprojektleiter an der Gründung der virtuellen Fachhochschule (VFH) beteiligt.
Er ist stellvertretender Leiter des Social Concepts -Institut für Forschung und Entwicklung in der Sozialen Arbeit (SO.CON) der Hochschule Niederrhein.
Heisters Fachgebiete sind Marketing, Controlling/Kostenrechnung/Rechnungswesen,  Organisation, Personalmanagement und IT im sozialen Sektor.

## Werke
- Studieren mit Erfolg: Lernen lernen und Selbstmanagement. Schäffer-Poeschel, Stuttgart 2009, ISBN 978-3791028804.
- Rechnungswesen in Nonprofit-Organisationen. Schäffer-Poeschel, Stuttgart 2008, ISBN 978-3791026824.
- mit D. Weßler-Poßberg: Studieren mit Erfolg: Wissenschaftliches Arbeiten. Schäffer-Poeschel, Stuttgart 2007, ISBN 978-3791026749.
- Studieren mit Erfolg: Prüfungen meistern. Klausuren, Kolloquien, Präsentationen, Bewerbungsgespräche. Schäffer-Poeschel, Stuttgart 2007, ISBN 978-3791026756.

Beiträge
- Zum Management virtueller Hochschulen. In: J. Cordes / F. Roland und G. Westermann (Hrsg.), Hochschulmanagement - Betriebswirtschaftliche Aspekte der Hochschulsteuerung, Wiesbaden 2001, S. 63–77.
- Die Chancen der Virtualität nutzen - Die Potenziale sind noch längst nicht ausgeschöpft. In: Die neue Hochschule, Heft 6, 2002, S. 13 f.
- E-Learning - Wunschdenken oder Wunderwaffe? - Erfolgsfaktoren aus Hochschulsicht: In: CoPers, Heft 4, 2003, S. 28–33.
- Managementwissen und -praxis für die Soziale Arbeit. In: Management und Soziale Arbeit - IX. Europäisches Symposium zur Sozialen Arbeit in  Mönchengladbach 2003, Mönchengladbach 2004